# Toskanski red
Toskanski red (ili Toskanski stil) je jedan od pet stilova gradnje u antičkoj arhitekturi; ostala četiri su:  dorski, jonski, korintski i kompozitni .
U odnosu na druge redove klasične arhitekture, toskanski red je najupitniji i najosporavaniji, njega su u grčki kanon klasične antičke arhitekture uvrstili talijanski teoretičari arhitekture iz 16. stoljeća. Pet ključnih razloga za uvrštenje toskanskog reda prvi je studiozno razradio i opisao talijanski teoretičar Sebastiano Serlio u svojoj raspravi o arhitekturi (1537. – 1551.). Nakon njega taj stil je kao poseban definirao i Andrea Palladio. Iz vizure tih teoretičara, toskanski red je bio stari jednostavni italski arhitektonski oblik, koji je vremenski odgovarao tadašnjim grčkim redovima; dorskim i jonskim. Oni su to potkrijepili i čvrstim dokazima jer je u njihovo vrijeme još bilo očuvano nekoliko povijesnih primjera takvih građevina. Danas se ipak s dosta sumnjičavosti gleda na njihove procjene starosti tih objekata, tako da mnogi tvrde da je toskanski red puno mlađi.
Karakteristike toskanskog reda u kratkim crtama bile bi sljedeće; stup ima jednostavniju bazu i nema kanelire, dok su kapitel, arhitrav, friz (tj. sve iznad stupa) bez kiparske dekoracije. Ukratko, po svojoj jednostavnosti je vrlo sličan dorskom redu, ali je ipak po ukupnom dojmu i proporcijama nalik jonskom redu. Ovaj na oko snažni red držao se najprimjerenijim u vojnoj arhitekturi, kao i za lučke zgrade i skladišta, kada se tim objektima htio dati dostojanstven izgled.
Kako je toskanski red bilo lako imitirati, što je mogao napraviti bolji stolar s jednostavnim alatom, taj red je postao osnova kolonijalne arhitekture 18. stoljeća poznatog kao georgijanski stil koji se proširio Amerikom u 19. stoljeću.

## Pogledajte i ovo
- Dorski red
- Jonski red
- Korintski red
- Kompozitni red
- Umjetnost stare Grčke
- Konstrukcije